# 350 nm
350 nm désigne un procédé de fabrication des semi-conducteurs, gravés avec une finesse de 0,35 micromètre. Les premiers processeurs possédant cette technologie sont apparus sur le marché en 1995.

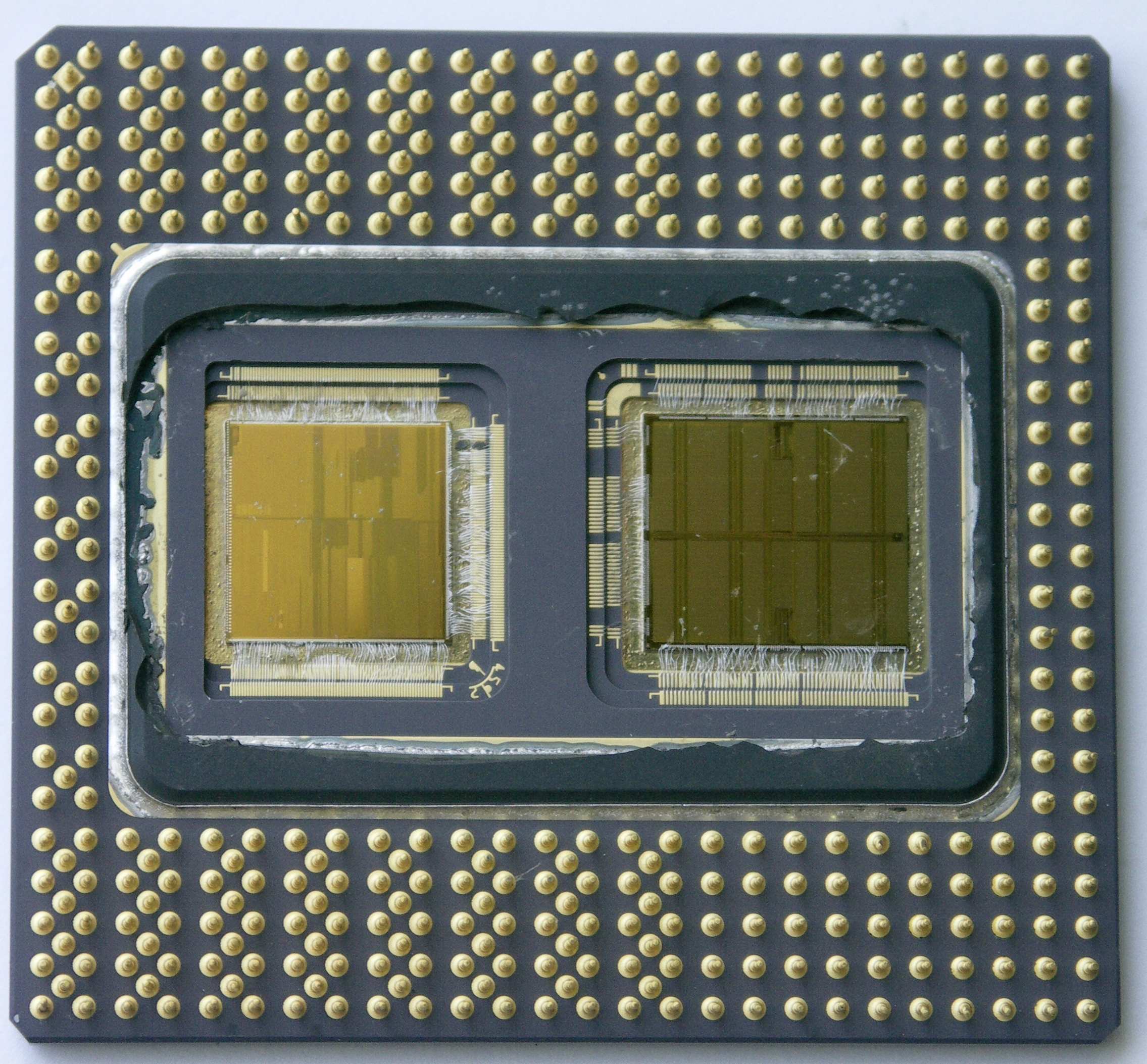
Intérieur du Pentium Pro avec, à gauche le die du microprocesseur et à gauche la mémoire cache L2.

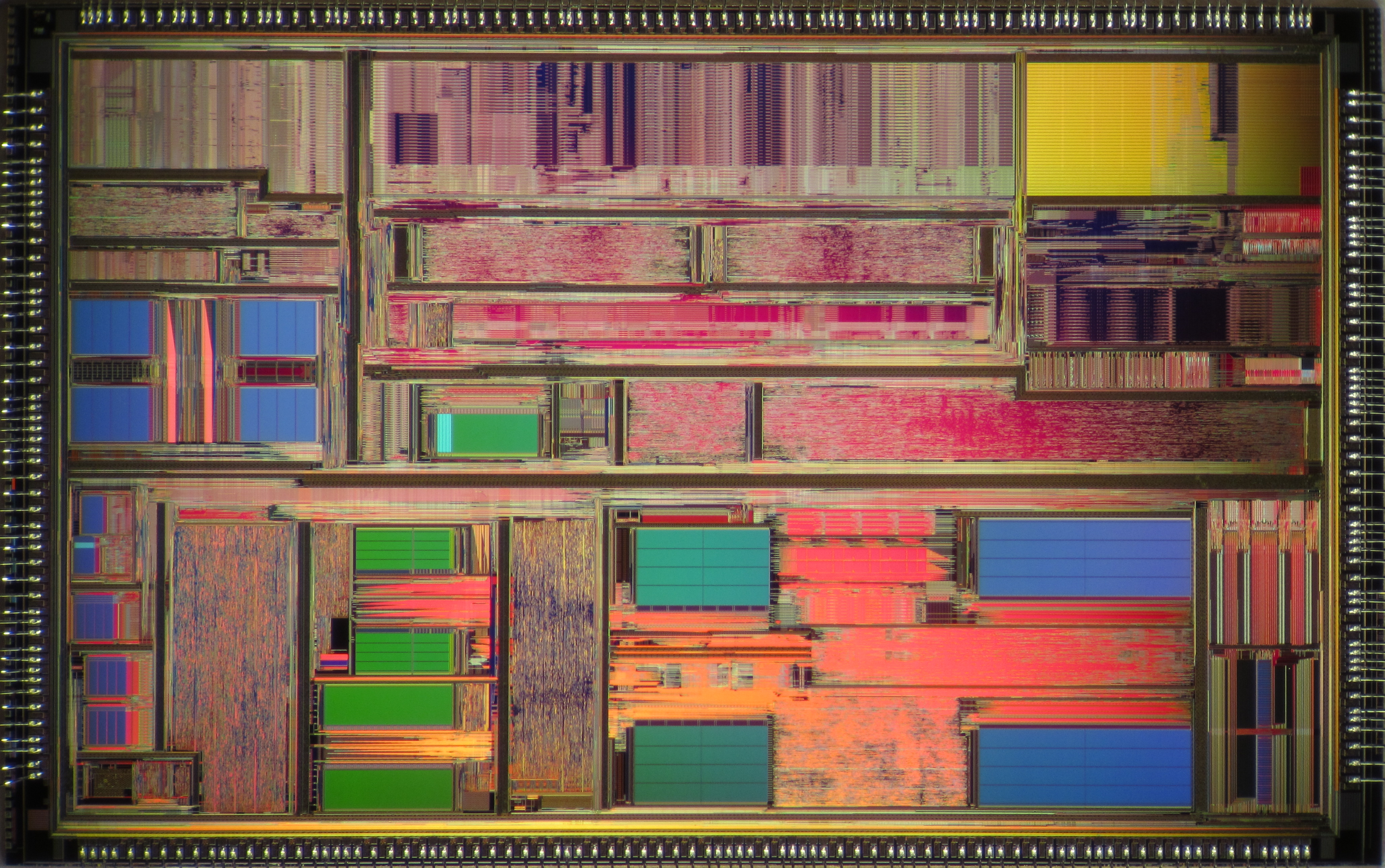
Vue du die du microprocesseur AMD K5 PR150.

Ce procédé permet d'intégrer 15 millions de transistors sur une seule puce, avec une puissance de calcul de 100 MIPS
Selon la feuille de route de l'ITRS le successeur du 350 nm est la technologie 250 nm.

## Processeurs gravés dans la technologie 350 nm
- Intel Pentium Pro (1995), Pentium P54CS (1995), et les premiers Pentium II Klamath (1997).
- AMD K5 (1996) et AMD K6 (Model 6, 1997)
- NEC VR4300, utilisé dans la console Nintendo 64.
- Parallax Propeller, microcontrôleur 8 cores